# Lafayette Open 1979
Il Lafayette Open 1979 è stato un torneo di tennis giocato sul sintetico. È stata la 1ª edizione del torneo, che fa parte del Colgate-Palmolive Grand Prix 1979. Il torneo si è giocato a Lafayette (Louisiana) negli USA, dal 29 luglio al 5 agosto 1979.

## Campioni

### Singolare maschile
Marty Riessen ha battuto in finale  Pat Du Pré con il punteggio di 6–4, 5–7, 6–2

### Doppio maschile
Marty Riessen /  Sherwood Stewart hanno battuto in finale  Victor Amaya /  Eric Friedler con il punteggio di 6–4, 6–4